# Candelaria (gemeente in Campeche)
Candelaria is een gemeente in de Mexicaanse deelstaat Campeche. De hoofdplaats van Candelaria is Candelaria. Candelaria heeft een oppervlakte van 5.519 km² en 37.006 inwoners (census 2005).
Calakmul · Calkiní · Campeche · Candelaria · Carmen · Champotón · Dzitbalché · Escárcega · Hecelchakán · Hopelchén · Palizada · Seybaplaya · Tenabo
- Library of Congress Control Number: n2002025637
- Nationale Bibliotheek van Israël: 987007465621805171
- Virtual International Authority File: 133886084